# Coelichneumon nigerrimus
Coelichneumon nigerrimus là một loài tò vò trong họ Ichneumonidae.